# Vergissing van Troelstra

Cartoon van de nasleep van de Rode Week uit De Amsterdammer getiteld "Revolutie-kater".
Pieter Jelles Troelstra, David Wijnkoop en Henriette Roland Holst worden afgebeeld zich niet goed voelend na de Rode Week.

De Vergissing van Troelstra was een vergeefse oproep tot een socialistische revolutie in Nederland in november 1918. De naam is ontleend aan de essentiële rol die Pieter Jelles Troelstra tijdens de poging tot revolutie speelde. De poging duurde bijna een week, van 9 tot 14 november, die destijds De Roode Week werd genoemd.
De oproep tot revolutie was het gevolg van de economische malaise na de Eerste Wereldoorlog en verscheidene andere revoluties die speelden, zoals de Duitse Novemberrevolutie en de Russische Revolutie en vond een aanleiding in de recente muiterij in het legerkamp De Harskamp. Die gebeurtenissen vormden de inspiratiebron, en de overtuiging dat ook in Nederland radicale maatschappelijke veranderingen konden worden verwezenlijkt.
Destijds hadden de verschillende stromingen binnen de socialistische beweging zich nog niet sterk geprofileerd. De vraag of moest worden gestreefd naar een "gewelddadige omverwerping" van de kapitalistische maatschappij of naar een geleidelijke overgang "langs vreedzame en parlementaire weg", zou leiden tot een scherpe scheiding der geesten tussen enerzijds de anarchisten, communisten en revolutionaire socialisten en anderzijds de sociaaldemocraten.
Troelstra meende dat de socialistische revolutie ook in Nederland kon plaatsvinden, daar er veel onrust in de politiek bestond. Hierin vergiste hij zich. Weliswaar was er commotie rondom de persoon van generaal Snijders, maar dit had niet het karakter van een constitutionele crisis. Door een gebrek aan organisatie en doordat er al vrij snel een tegenbeweging ontstond die wel goed georganiseerd was, liep de poging tot revolutie met een sisser af.

## Achtergrond

### Eerste Wereldoorlog
Nederland bleef neutraal tijdens de Eerste Wereldoorlog door zorgvuldige diplomatie. Ondanks deze neutraliteit werden dienstplichtigen gemobiliseerd. Voedsel werd gerantsoeneerd vanwege tekorten, wat soms leidde tot onrust, zoals de Aardappeloproer van 1917 in Amsterdam. De werkloosheid was hoog en het land werd getroffen door de wereldwijde Spaanse griep pandemie.

#### Revoluties
Vanaf 1917 vond een reeks revoluties plaats over de hele wereld, met name de Russische Revolutie van 1917. De belangrijkste inspiratiebron voor Nederland was de Duitse Novemberrevolutie van 1918-1919, die begon met kleine muiterijen in de marine op 28 oktober 1918 en de Muiterij van Kiel op 3 november 1918. Dit leidde tot de vorming van arbeiders- en soldatenraden. De troonsafstand van de Duitse keizer Wilhelm II werd op 9 november 1918 aangekondigd. Er werd een interim revolutionair nationaal bewind gevormd, geleid door de Sociaaldemocratische Partij (SPD), de Duitse zusterpartij van de SDAP.

### Socialisme in Nederland

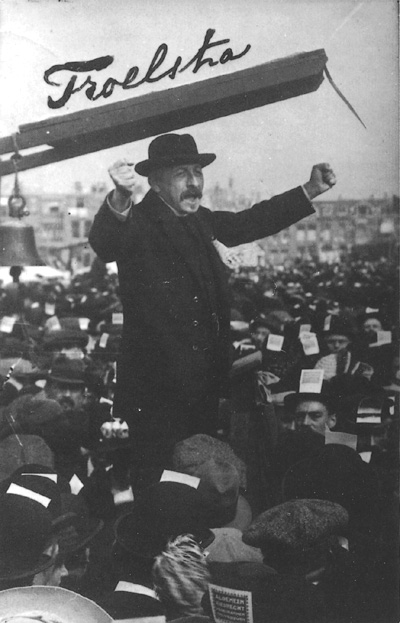
Pieter Jelles Troelstra (rond 1912)

De Sociaal-Democratische Arbeiderspartij (SDAP) werd in 1894 opgericht door een hervormingsgezinde factie die zich verzette tegen de anarchistische meerderheid binnen de Sociaal-Democratische Bond (SDB). Een van de prominente oprichters van de SDAP was Pieter Jelles Troelstra, die vanaf het begin als partijleider diende. In 1909 verliet een groep orthodoxe marxisten onder leiding van David Wijnkoop de partij om de communistische Sociaal-Democratische Partij (SDP, hernoemd tot Communistische Partij in 1919) op te richten. In tegenstelling tot de SDP en SDB streefde de SDAP ernaar haar doelen te bereiken via parlementaire methoden, maar sloot een revolutie niet uit.
De meeste politieke partijen, waaronder de SDAP, legden hun verschillen bij om de Nederlandse neutraliteit in de oorlog te handhaven. Na de Pacificatie van 1917 werd het algemeen mannenkiesrecht ingevoerd, een langdurige eis van de SDAP. De SDAP had hoge verwachtingen van de algemene verkiezingen van 3 juli 1918, maar hun vertegenwoordiging steeg slechts van 15 naar 22 zetels (van de 100). Daarentegen won de Algemeene Bond van RK-kiesverenigingen (ABRK) 30 zetels en vormde het rechtse kabinet-Ruijs de Beerenbrouck I samen met de Anti-Revolutionaire Partij (ARP) en de Christelijk-Historische Unie (CHU).

### Harskamp-rellen

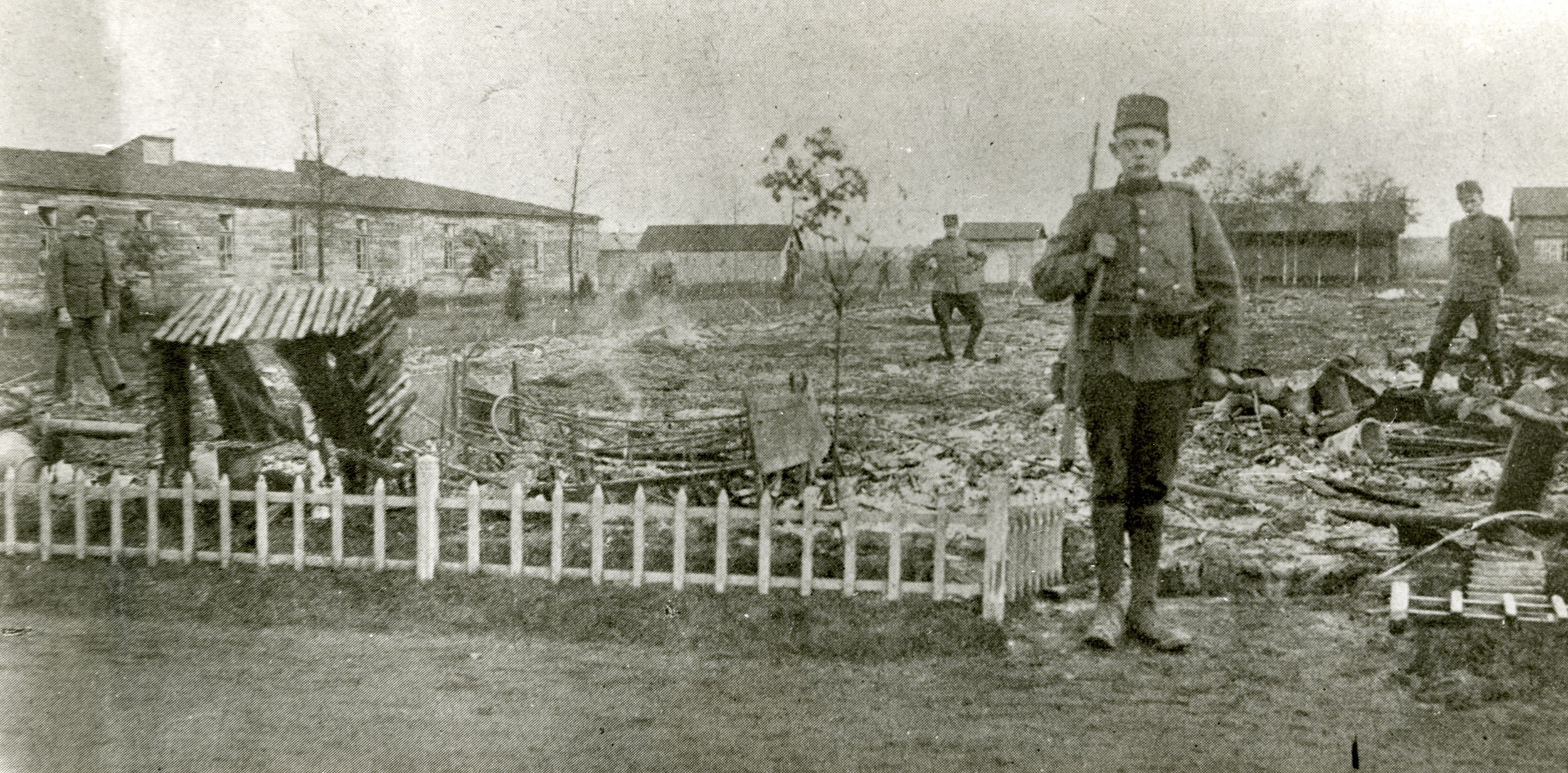
Een afgebrande barak na de Harskamp-rellen

Op 22 oktober 1918 verzocht Commandant der Strijdkrachten Cornelis Jacobus Snijders om de mobilisatie van extra troepen en de opschorting van periodiek verlof, uit vrees dat de Duitse terugtrekking uit België sommige Duitse troepen zou kunnen aanzetten om de grens naar Limburg over te steken. Op 25 oktober 1918 kwamen soldaten in het Legerplaats Harskamp in opstand vanwege hun omstandigheden, met name de intrekking van verlof. De opstand werd snel onderdrukt, hoewel er enige onrust oversloeg naar andere militaire kampen, wat zorgen opriep over de betrouwbaarheid van het leger.
De relatie tussen Snijders en het kabinet was al slecht toen er opnieuw een conflict ontstond over het onderzoek naar de rellen. Het kabinet wilde hem al een tijd ontslaan, maar de koningin steunde hem en voorkwam zijn verwijdering. Het kabinet kondigde uiteindelijk op 6 november aan dat hij zou aftreden, nadat de publieke steun voor zijn verwijdering was gegroeid.

## Gebeurtenissen

### Interne SDAP-discussies

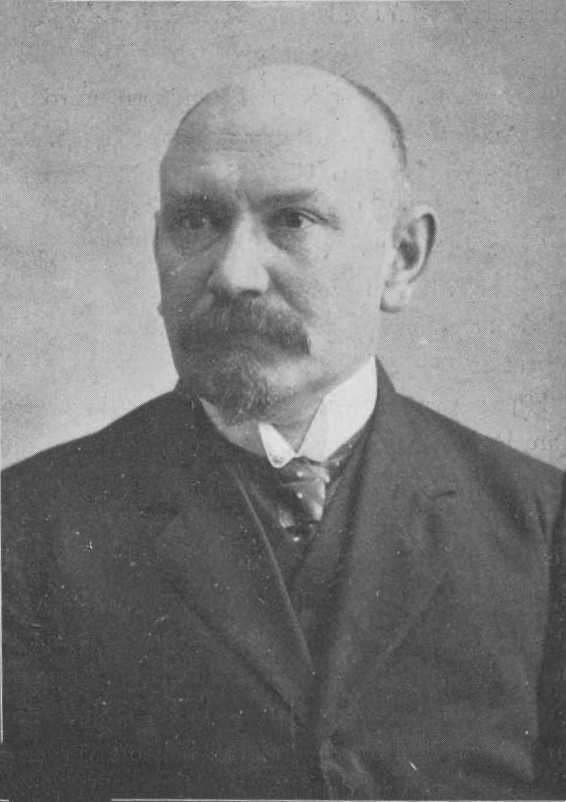
SDAP-partijvoorzitter Willem Vliegen.

Het SDAP-bestuur besprak de nationale en internationale gebeurtenissen op 2 november. Ze bespraken een manifest over de gebeurtenissen, geschreven door Troelstra voor een aanstaande partijconferentie. Het manifest bevatte een oproep tot revolutie: "dat wij den revolutionairen toestand hier en in Europa als grondslag voor ons verder werken zullen aanvaarden". Troelstra geloofde niet langer dat het socialisme uitsluitend via parlementaire middelen kon worden gerealiseerd. Van de aanwezigen steunden alleen Kamerleden Goswijn Sannes en Frank van der Goes zijn voorstel. De meesten vonden het onzin om de situatie in Nederland destijds als revolutionair te beschouwen. Sommigen vonden dat de SDAP een revolutionaire situatie moest leiden, als die zou ontstaan. Partijvoorzitter Willem Vliegen noemde revolutie in een democratie dwaas en merkte op: "Ik heb niet 25 jaar gevochten voor algemeen kiesrecht, om het enkele maanden na zijn invoering weer af te schaffen."
Ze besloten de volgende dag opnieuw bijeen te komen met gelijkgestemde organisaties, waaronder het bestuur van de Nederlands Verbond van Vakverenigingen (NVV) en de redactie van Het Volk. De vakbond steunde de voorbereidingen op een revolutionaire situatie, maar voornamelijk om een destabiliserende algemene staking te voorkomen. De andere aanwezigen waren grotendeels tegen revolutionair taalgebruik. Een vergadering met de vakbond voor dienstplichtigen op dezelfde dag had ook onthuld dat er geen revolutionaire stemming onder de dienstplichtigen was. Daarom besloten ze een kleine groep — inclusief Troelstra, Amsterdamse wethouder Floor Wibaut en NVV-leider Jan Oudegeest — het manifest te herschrijven zonder de omstreden passages. De versie die op 4 november werd gepubliceerd, nodigde leden uit om bij te wonen op de conferentie op 24 november "om de houding te bepalen die het proletariaat in deze grote strijd moet aannemen".
Tijdens een debat over het militaire beleid op 5 november had Troelstra het ontslag van Snijder gevraagd. Het feit dat zijn ontslag de volgende dag werd aangekondigd, werd gevierd als een overwinning voor de SDAP. Tijdens het debat zei Troelstra, zonder afstemming met zijn partij:

Staat gij wel stevig? Voelt gij niet langzamerhand, door de gebeurtenissen van den laatsten tijd, dat gij staat op een vulkaan? [...] Vergeet niet, wanneer het eenmaal zoover is, dat gij u niet meer staande kunt houden, dan zullen er andere krachten komen, die uw plaats innemen. Dan is de tijd van het burgerlijk regeeringsstelsel voorbij, dan zal de arbeidersklasse, de nieuw opgekomen macht, u verzoeken van die plaats te gaan en de plaats, die haart toekomt, aan haar over te laten [...] Uw vrienden zijn wij niet, wij zijn uw tegenstanders, wij zijn als gij wilt uw meest verbitterde vijanden.

Troelstra's revolutionaire woorden kregen aanvankelijk weinig aandacht. Een demonstratie in Amsterdam op 7 november, geleid door SDP-lid Henriette Roland Holst, trok slechts enkele honderden mensen en werd gestopt door de politie.

### Plannen voor revolutie in Rotterdam

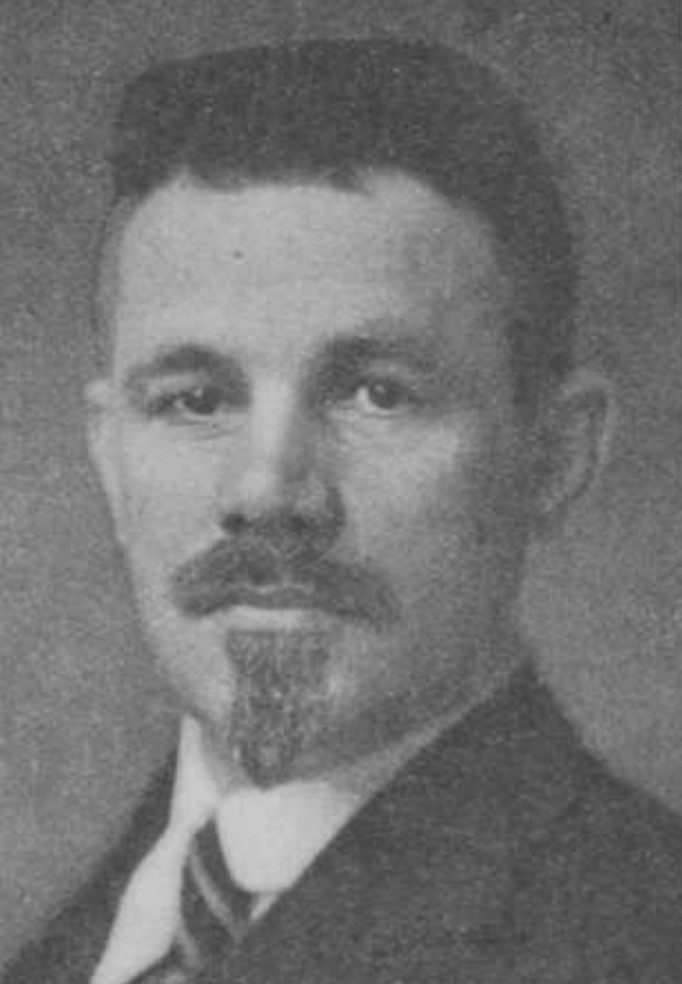
Arie de Zeeuw (1933 of eerder)

Troelstra's woorden kregen meer aandacht nadat de troonsafstand van de Duitse keizer op 9 november was aangekondigd. Het liberale leiderschap, dat die dag met premier Charles Ruijs de Beerenbrouck sprak, dacht dat de revolutie onafwendbaar was en dat enkele socialisten in het kabinet moesten worden opgenomen.
Uit angst voor een revolutie ontmoette voorzitter van de Rotterdamse scheepvaartvereniging Paul Henricus Nijgh, die altijd open had gestaan voor dialoog met vakbonden, vakbondsleden en SDAP-gemeenteraadsleden Arie Heijkoop en Johan Brautigam om de vakbond meer invloed te geven over de arbeidsvoorwaarden. Burgemeester Alfred Rudolph Zimmerman van Rotterdam ontmoette Heijkoop en Brautigam ook op dezelfde dag. Zimmerman geloofde dat de revolutie ook naar Nederland zou komen en wilde samenwerken met de SDAP om een vreedzame overgang te waarborgen.
De volgende dag ontmoette Troelstra Heijkoop en Brautigam, evenals Kamerleden Goswijn Sannes en Willem Albarda, en plaatselijke SDAP-voorzitter Arie de Zeeuw. Samen bedachten ze een plan om een revolutie in Rotterdam te initiëren, met als doel een mogelijke revolutie in Amsterdam, waar de communistische invloed sterker was, te voorkomen. In de namiddag kwamen lokale SDAP- en vakbondsleiders bijeen om het plan te bespreken, dat een lijst met eisen en het voorstel voor een soldatenraad omvatte die de controle over politie, leger en postdiensten moest overnemen. Verschillende aanwezigen, waaronder Kamerleden Jan ter Laan en Suze Groeneweg, waren echter tegen het plan, omdat er geen aanwijzingen waren voor een revolutie en de houding van Nijgh en Zimmerman niet suggereerde dat ze vrijwillig de macht zouden overdragen. Ze besloten het plan verder te bespreken in een avondvergadering met lokale en landelijke leiders van de SDAP en NVV.
Tijdens de avondvergadering, waar minstens 64 mensen aanwezig waren, kregen De Zeeuw en Troelstra weinig steun. Ook lokale politici uit Amsterdam zagen geen revolutionaire stemming in de hoofdstad. De vergadering besloot dat alleen een partijconferentie over een revolutie kon beslissen. De partijconferentie zou worden vervroegd naar 16 november. Een commissie onder leiding van Oudegeest zou een manifest met eisen schrijven. Troelstra, teleurgesteld door de vergadering, besloot niet deel te nemen aan de commissie.

### Eisen voor hervormingen

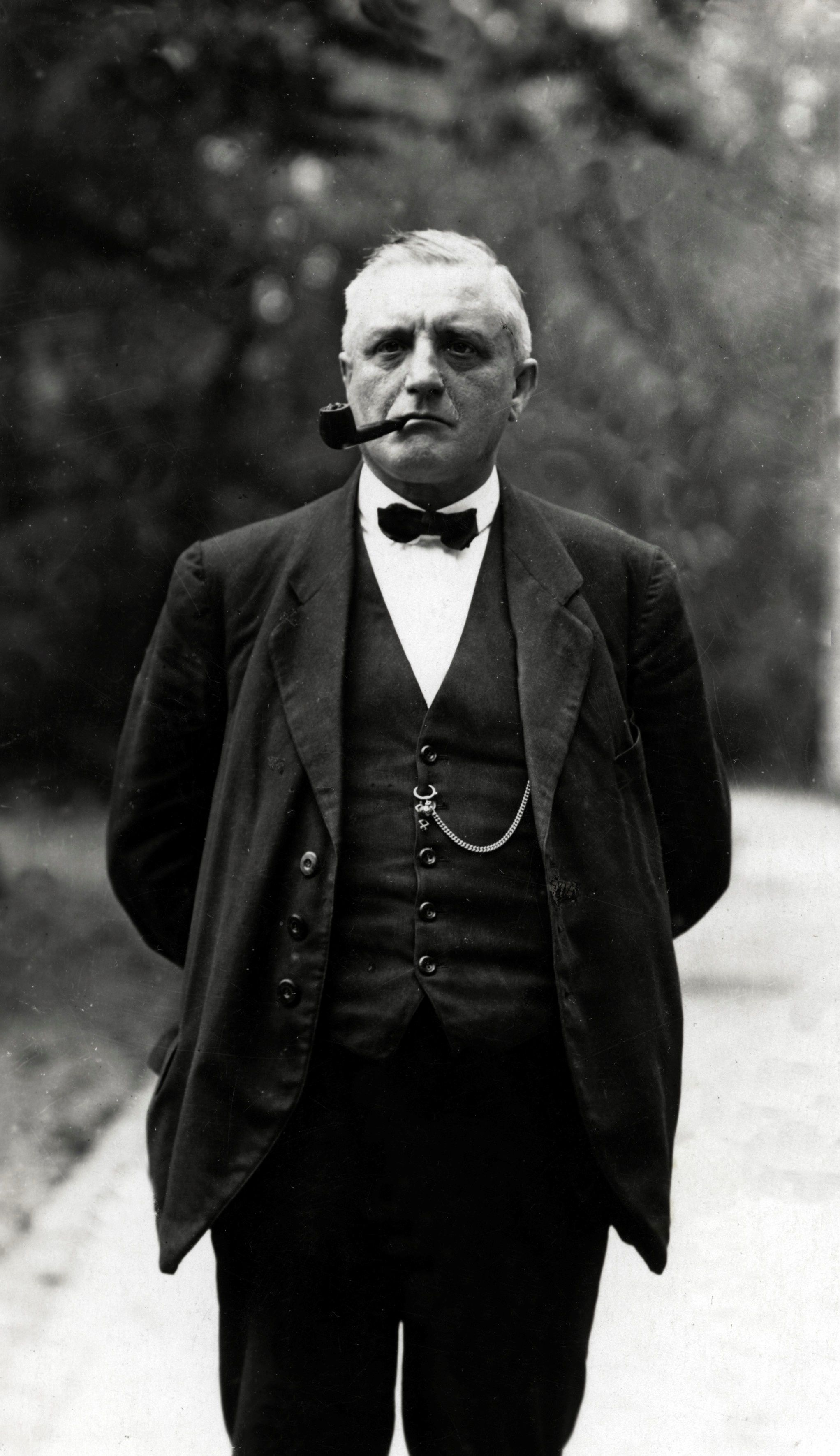
Medeoprichter van de SDAP, Jan Oudegeest.

Op 11 november publiceerde de commissie onder leiding van Oudegeest een lijst met 15 eisen, waaronder onmiddellijke demobilisatie, vrouwenkiesrecht, afschaffing van de Eerste Kamer, achturige werkdagen en staatspensioenen op 60-jarige leeftijd. Troelstra zei na het lezen: "Zulk een programma is revolutie". Waarop Oudegeest antwoordde dat het hervormingen waren, geen revolutie. De oproep van De Zeeuw voor een grondwetgevende vergadering voor nieuwe staatsinstellingen werd niet opgenomen, noch riep het manifest op tot de vorming van arbeiders- en soldatenraden. Het liberale Nieuwe Rotterdamsche Courant (NRC) noemde de eisen op dezelfde dag niet onredelijk en steunde zelfs enkele hervormingen.
De katholieke en protestantse vakbonden bleven het kabinet steunen, maar eisten ook hervormingen, die ze op 12 november aankondigden. Deze eisen overlappen gedeeltelijk met die van de sociaaldemocraten, zoals juridische regeling van collectieve arbeidsovereenkomsten, verzekering tegen werkloosheid, ziekte en arbeidsongeschiktheid, en staatspensioenen.

### Oproepen tot revolutie
In de avond van 11 november vonden in Rotterdam vergaderingen plaats, waarbij Troelstra een toespraak hield. Geïnspireerd door de positieve commentaren van NRC, gebruikte Troelstra revolutionair taalgebruik in zijn toespraak: "Bezoedelt dezen grooten tijd niet door onwaardige daden; laat er eenmaal worden gezegd: het Nederlandsche proletariaat toonde zich berekenend voor zijn taak, de Nederlandse proletarische revolutie is geweest het gloriepunt in de geschiedenis van Nederland!" Hoewel kranten weinig aandacht besteedden aan Troelstra's toespraak, waren SDAP-leiders bezorgd over zijn taalgebruik. Voor de parlementaire zitting op 12 november bekritiseerde Jan van den Tempel Troelstra's toespraak in een fractievergadering.
Tijdens het Tweede Kamerdebat op 12 november 1918 kondigde Ruijs de Beerenbrouck officieel het ontslag van Snijders aan en gaf hij meer uitleg over de demobilisatie, die de avond ervoor was aangekondigd. Hij kondigde ook aan dat de dagelijkse broodrantsoen zou worden verhoogd van 200 gram naar 280 gram. Ruijs de Beerenbrouck benadrukte dat geweld verstorend zou werken op de voedselvoorziening. In zijn antwoord stelde Troelstra dat het te laat was voor kleine hervormingen of de verhoging van de broodrantsoenen, en dat de tijd was gekomen voor politieke macht. In zijn urenlange toespraak zei hij:

Ik geef u de verzekering op mijn eerewoord - ik spreek namens onze gehele partij en de moderne vakbeweging -: wij moeten van geweld niets hebben. Wij hebben echter tot taak, dit historische oogenblik voor de politieke verheffing der arbeidersklasse te gebruiken en wat ook van ons gevorderd zal worden aan persoonlijke toewijding en offervaardigheid, al zou het ons leven moeten gelden, wij zullen het gaarne en jubelend geven ter voldoening aan de eischen van het historische oogenblik.

Ondanks Troelstra's beweringen dat hij namens zijn partij sprak, waren veel van zijn Kamerleden geschokt. Openlijke kritiek kwam alleen van Henri Polak, maar intern bekritiseerden veel partijleiders Troelstra's woorden. De partijlijn bleef om te wachten op de conferentie op 16 november.

### Tegenmaatregelen
De ministerraad kwam bijeen na het debat. Ze besloten niet toe te geven aan de eisen van de SDAP, hoewel minister van Justitie Theo Heemskerk had voorgesteld om te compromitteren. De katholieke minister van Arbeid Piet Aalberse, die voorstander was van sociale hervormingen, vreesde dat concessies de regering zwak zouden doen lijken en de revolutie zouden versterken. Een dag later kondigde Ruijs de Beerenbrouck toch de invoering van het vrouwenkiesrecht aan, wat door Het Volk werd gevierd als een concessie. In de Tweede Kamer was er ook grote bereidwilligheid om aan een aantal eisen van de SDAP tegemoet te komen. Partijen benadrukten dat dit een kwestie van democratische politiek was, en niet onder druk van een revolutie.
Het kabinet versterkte de troepen in Den Haag, Rotterdam en Amsterdam, de enige plaatsen waar ze rellen verwachtten. Ze mobiliseerden de vrijwillige Landstorm, die vanuit het hele land naar deze steden werden gebracht. Tot de eerste groep vrijwilligers die Den Haag bereikte behoorde de latere minister-president Pieter Sjoerds Gerbrandy. Minister van Financiën Simon de Vries Czn werd naar Rotterdam gestuurd om te voorkomen dat Zimmerman zou capituleren.
Al op 7 november stuurden Carel Gerretson en Horace van Gybland Oosterhoff, twee persoonlijke secretarissen van Bataafse Petroleum Maatschappij-CEO en prominente ARP-lid Hendrikus Colijn, een notitie naar CHU-leider Alexander de Savornin Lohman waarin ze de regering opriepen maatregelen te nemen tegen een mogelijke revolutie. Deze notitie werd doorgestuurd naar de minister van Oorlog, George August Alexander Alting von Geusau. Zij waren vroege voorstanders van de mobilisatie van de vrijwillige Landstorm. Ondertussen hadden ze hun eigen politieke en militaire groepen gevormd en bleven ze in contact met de autoriteiten gedurende de Rode Week.
Ook de katholieken organiseerden zich. De katholieke arbeidersleider in Limburg, Henri Poels, organiseerde wijkcomités.

### Geweld in Amsterdam

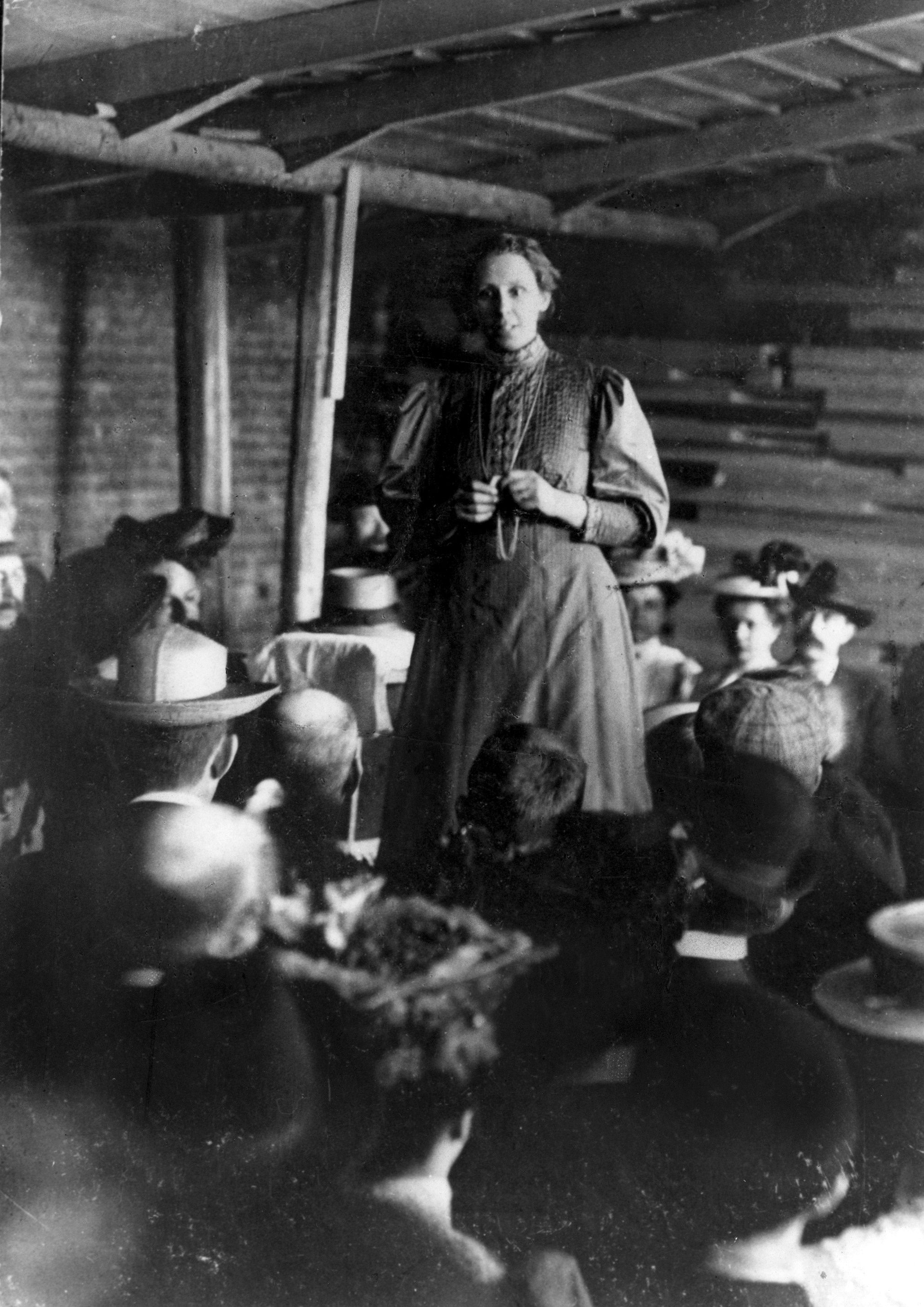
Henriette Roland Holst spreekt op een evenement (1909).

Het Revolutionair-Socialistisch Comité, een samenwerking van extreemlinkse organisaties gedomineerd door de SDP, kwam in de namiddag van 13 november bijeen aan de Nieuwe Achtergracht 140 in Amsterdam. Sprekers waren Roland Holst en de anarchistische prediker Nicolaas Jacob Cornelis Schermerhorn. Tijdens de vergadering kwam een groep soldaten binnen en beloofde hun steun aan een revolutie. Daarna hielden de deelnemers een demonstratie die door de bereden politie werd uiteengedreven.

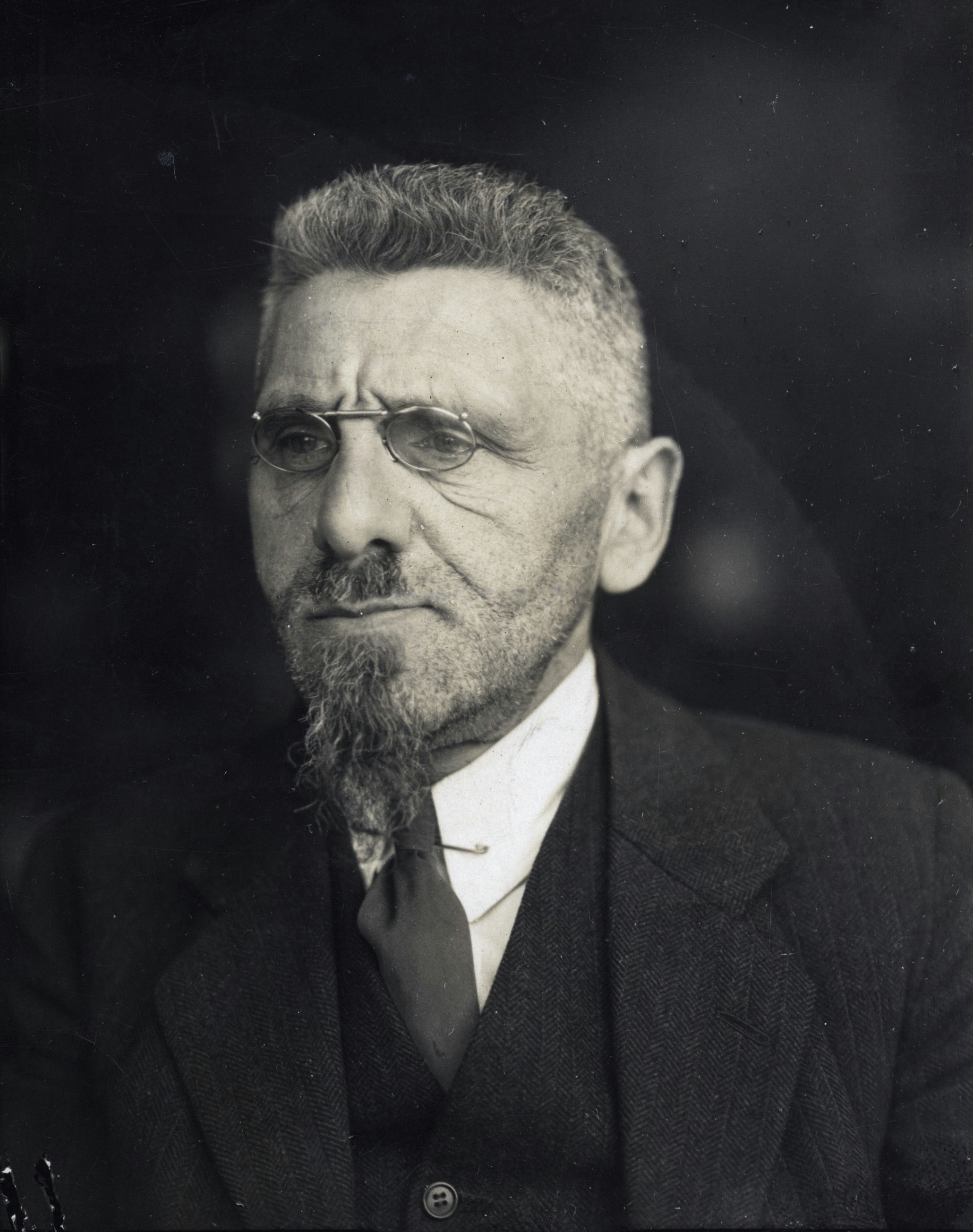
David Wijnkoop (rond 1935)

In de avond kwamen de organisaties bijeen in de Diamantbeurs in Amsterdam. Ook voormalig leider van de SDB, Ferdinand Domela Nieuwenhuis, was aanwezig. Na dit evenement hielden ze een demonstratie onder leiding van Roland Holst, Wijnkoop en leider van de Bond van Christen-Socialisten Willy Kruyt. Ze liepen naar de Amsterdamse Cavaleriekazerne aan de Sarphatistraat, waar ze zongen en probeerden de soldaten over te halen om zich bij hen aan te sluiten. Een groep anarchisten probeerde ondertussen de kazerne binnen te dringen door het slot van de poort met een bijl kapot te slaan. Nadat ze geslaagd waren, gingen de lichten aan bij de poort en opende de gendarmerie het vuur. 4 demonstranten kwamen om het leven en 16 raakten gewond.
Een deel van de demonstratie verplaatste zich vervolgens naar de nabijgelegen Oranje-Nassau Kazerne, waar soldaten het bevel hadden gekregen om te schieten als demonstranten naar binnen wilden komen. Voor de poort hield Roland Holst een toespraak, terwijl Wijnkoop volgens verhalen flauwviel van de schok en omstanders om een glas water vroeg. De protest verplaatste zich naar het Beursplein, waar Wijnkoop opriep tot een algemene staking en arbeiders opriep om de volgende ochtend op de Damrak bijeen te komen.
Diezelfde avond organiseerde de SDAP twee bijeenkomsten in Amsterdam, een in het Concertgebouw en een andere in Theater Bellevue. Politici, waaronder Polak en Vliegen, riepen op tot geweldloosheid en waarschuwden voor scènes zoals die in Rusland. Na de SDAP-bijeenkomsten hadden de sociaaldemocraten van plan om te demonstreren. Toen ze echter hoorden van het geweld dat elders in de stad plaatsvond, beëindigden ze hun demonstratie.
Toen Wijnkoop de volgende dag op de Damrak aankwam, waren minder dan 20 mensen aanwezig. Soldatenraden werden op sommige plaatsen opgericht, maar ondernamen niets van betekenis.

### Troelstra komt terug op zijn woorden
De SDAP hield in het hele land bijeenkomsten waar ze radicale, maar geen revolutionaire taal gebruikten. In de ochtend van 14 november wilde de fractie dat Troelstra afstand zou nemen van de oproepen tot revolutie, wat hij weigerde. Echter, tijdens een debat in de namiddag antwoordde Troelstra op beschuldigingen van andere partijen:

Het woord 'staatsgreep' is door mij in het geheel niet gebruikt. De heeren hebben zich een paar dagen opgewonden over voorstellingen, die volstrekt niet beantwoorden aan hetgeen in deze Kamer door mij uitdrukkelijk is gezegd [...] Ik heb uitdrukkelijk in mijn rede een paar maal gezegd, dat ik van geweld niet wil weten.

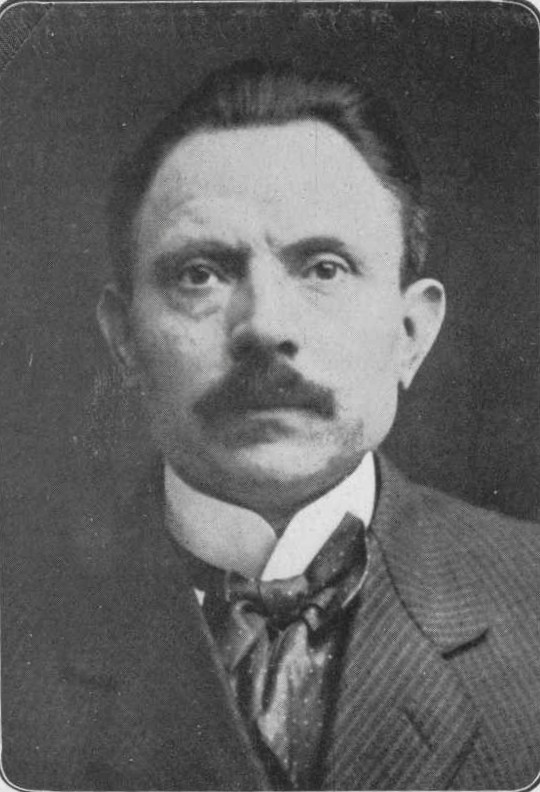
SDAP-Kamerlid Jan Schaper

De volgende dag werd SDAP-Kamerlid Jan Schaper belast met beperken van imagoschade in een debat. Hij bagatelliseerde de meest radicale uitspraken van Troelstra en benadrukte het democratische karakter van de SDAP, zonder zijn partijleider in de steek te laten.
Tijdens de partijconferentie van de SDAP in Rotterdam op 16 en 17 november maakten de meeste sprekers duidelijk dat ze geen revolutie wilden, maar ze handhaafden hun eisen voor hervormingen. Soms werd Troelstra's optreden bekritiseerd. Troelstra zelf was afwezig om de partijeenheid te bewaren. Echter, op de eerste dag werd een telegram gestuurd waarin hij werd toch te komen, wat hij op de tweede dag deed en met applaus werd ontvangen. In zijn toespraak gaf hij toe dat hij de machtsverhoudingen had verkeerd ingeschat, maar zei dat hij nooit van plan was de macht met geweld of terreur over te nemen, tegen de wil van de meerderheid in. De conferentie eindigde in de namiddag op een rustige en ordelijke manier.

### Oranjemaandag
Op de laatste dag van de SDAP-conferentie bezocht koningin Wilhelmina een kerkdienst in de Willemskerk in Den Haag. De aanwezigen zongen spontaan het Wilhelmus na de dienst, en bij aankomst op Paleis Noordeinde werden zij en haar familie toegejuicht. In de namiddag sloten meer dan 40.000 mensen zich aan bij een manifestatie op Sportpark Houtrust georganiseerd door katholieke organisaties die tegen de revolutie waren.

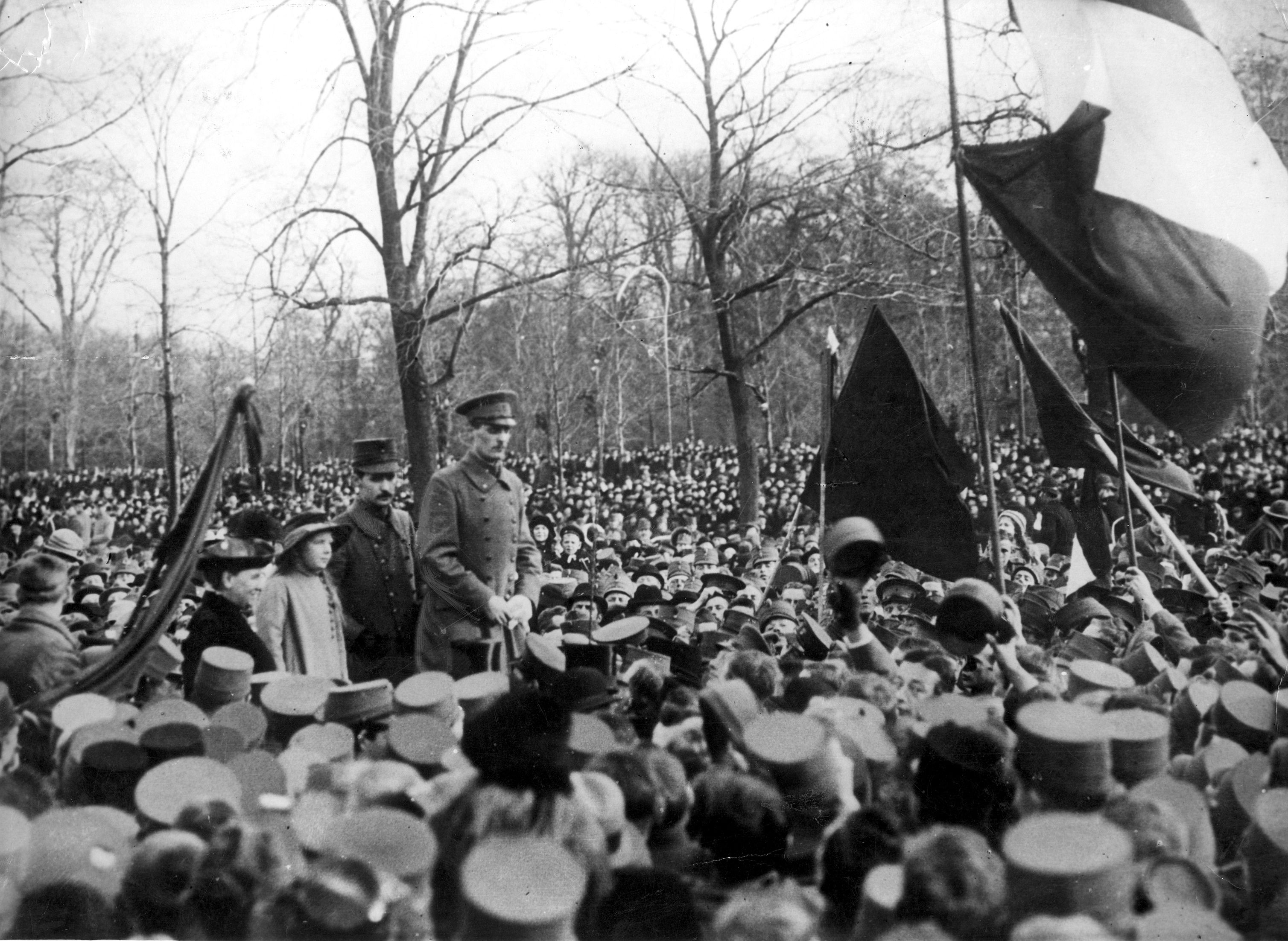
Koningin Wilhelmina en haar dochter, prinses Juliana, op het Malieveld op Oranje Maandag.

De volgende dag – 'Oranjemaandag' – werd duidelijk dat er geen revolutie zou komen. Een demonstratie werd georganiseerd door een groep loyale soldaten op het Malieveld om niet alleen het mislukken van de revolutie te vieren, maar ook het einde van de oorlog. Burgemeester Patijn riep alle inwoners van de stad op om te komen. Koningin Wilhelmina en haar dochter, prinses Juliana, maakten een tocht door Den Haag in de koninklijke koets. Toen ze op het Malieveld aankwamen, werden de paarden vervangen door een groep soldaten, die de koets door de massa trokken. In de weken daarna ging Wilhelmina door het land, waar ze met gejuich werd ontvangen.

## Nasleep
Troelstra werd afgerekend op de mislukte revolutie, bijvoorbeeld door het katholieke Kamerlid Jan Bomans (de vader van Godfried Bomans): "Wat zal de heer Troelstra het koud hebben nu hij in zijn hemd staat."
De vergissing van Troelstra vergrootte de afstand tussen de SDAP en andere partijen. Het bestuur van de Algemeene Bond wilde in 1922 regeringssamenwerking met de SDAP uitsluiten, wat werd gewijzigd in "alleen in uiterste noodzaak" door haar fractieleider Willem Hubert Nolens (de zogenaamde Nolens-doctrine). De SDAP zou daarom pas voor het eerst in 1939 regeren.
De Centrale Inlichtingendienst (CI) werd in 1919 opgericht als reactie op de Rode Week. In de beginjaren richtte het zich op anarchisten en communisten. Het jaar daarop werd ook een anti-revolutiewet aangenomen. Voorbereidende handelingen voor een revolutionaire daad werden verboden, inclusief het onderhouden van contacten met buitenlandse landen als het betrekking had op het voorbereiden van een 'revolutie binnen het rijk in Europa'.